# Трёхградский ландшафтный парк
Трёхградский ландшафтный парк (пол. Trójmiejski Park Krajobrazowy) — один из девяти региональных ландшафтных парков в Поморском воеводстве на севере Польши. Парк состоит из двух территорий, между которыми располагаются районы города Гдыня. Бо́льшая по площади территория парка находится рядом с городами Вейхерово, Реда и Румя, меньшая — с Сопотом и Гданьском.
Своё название парк получил по названию городской агломерации Труймясто (пол. Trójmiasto), в которую входят Гдыня, Сопот и Гданьск.
Документ об образовании парка был подписан 3 мая 1979 года. Общая площадь 19 930 гектар (199,3 км²). Более 90 % поверхности занимают леса. На территории парка находятся 10 заповедников и 167 памятников природы, множество озёр, ручьёв, долин и холмов.

## Галерея

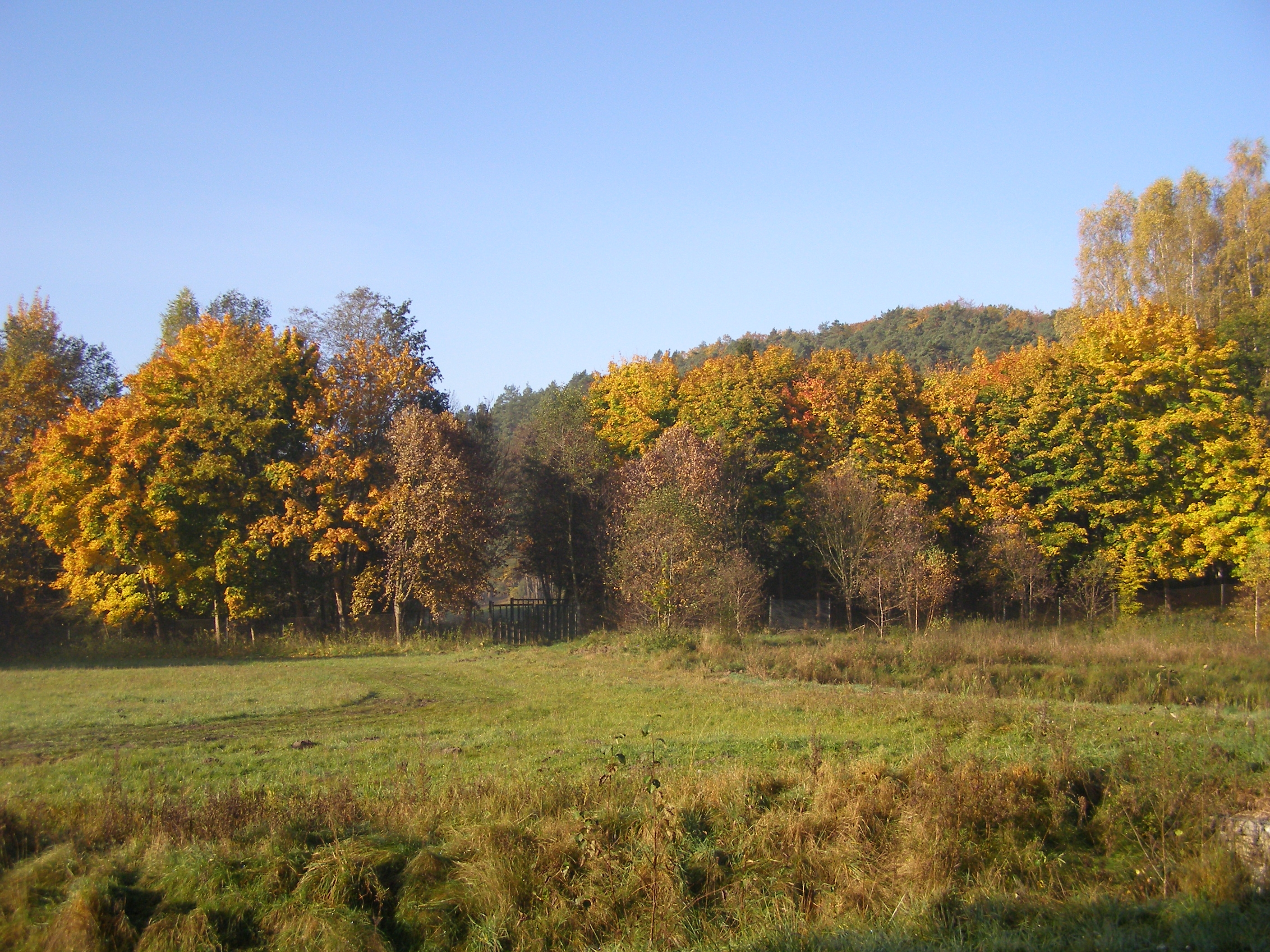
Осень в Рынажево (Rynarzewo (пол.))
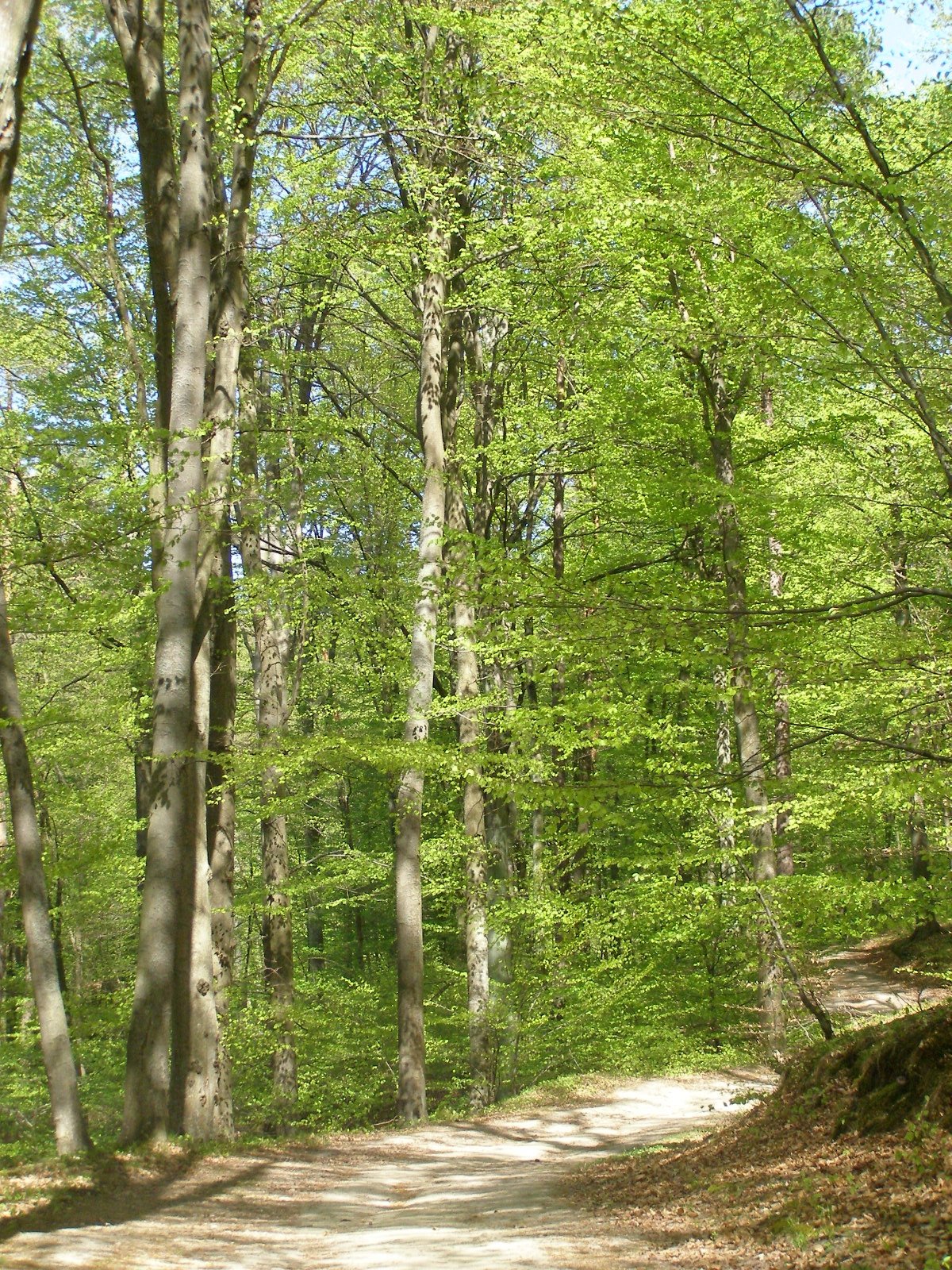
Dolina Strzyży
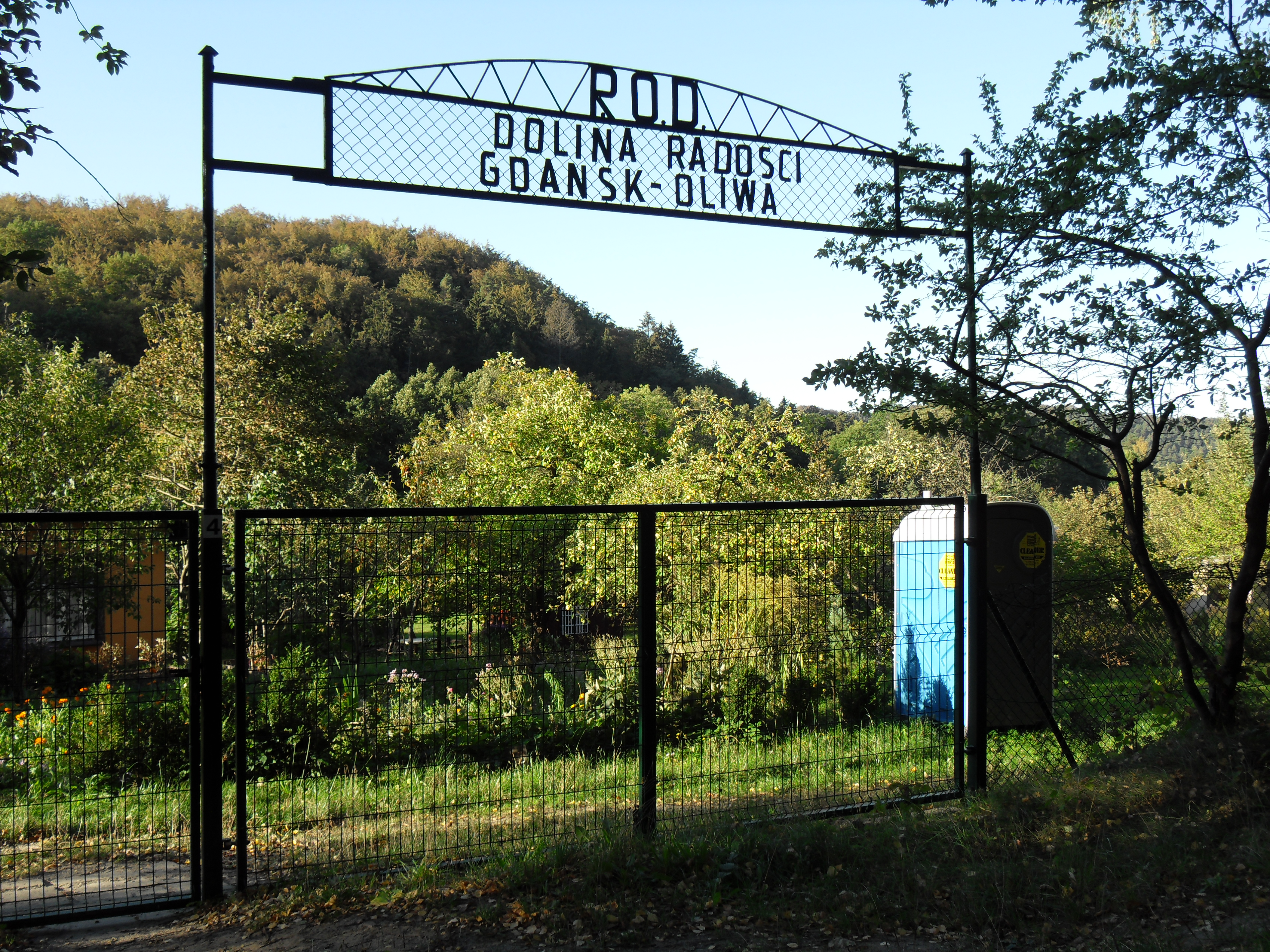
Долина радости (Dolina Radości (пол.))